# 雷日耶湖
56°41′06″N 28°19′41″E / 56.68500°N 28.32806°E
雷日耶湖（俄语：Рыжье），是俄羅斯的湖泊，位於該國西北部，由普斯科夫州負責管轄，處於克拉斯諾戈羅茨克區，面積1.1平方公里，集水區面積29平方公里，平均水深2.7米，最大水深4米。